# Monte Marcus Baker
O monte Marcus Baker é uma montanha do Alasca, a mais alta das Montanhas Chugach. Tem 4016 m de altitude e 3283 m de proeminência topográfica, sendo assim a 67.ª mais proeminente do mundo. Situa-se a cerca de 120 km a leste de Anchorage. 
Já foi denominado "monte Saint Agnes" por James W. Bagley, mas em 1924 o nome foi alterado para o atual em homenagem ao cartógrafo Marcus Baker.